# 8th Vermont Infantry
Le 8th Regiment, Vermont Volunteer Infantry est un régiment d'infanterie d'une durée de trois ans de l'armée de l'Union pendant la guerre de Sécession. Il sert sur deux théâtres principaux, d'abord en Louisiane et puis, en Virginie, de février 1862 à juin 1865. Il fait partie du XIXe corps.
Le régiment entre au service fédéral le 18 février 1862, à Brattleboro, au Vermont. Il est engagé dans, ou présent, lors de l'occupation de la Nouvelle-Orléans, à Raceland, à Boutte Station, à Bayou des Allemands, sur le bateau à vapeur « Cotton », à Bisland, et à Port Hudson, dans le département du Golfe, et à Opequon, à Fisher s Hill, à Cedar Creek, et à Newtown lors de la campagne de la vallée de la Shenandoah.

## La Nouvelle-Orléans
Après la capture par l'Union de La Nouvelle-Orléans, un certain nombre de germano-américains sont enrôlés, qui sont des citoyens de la Louisiane. En octobre 1862, 130 hommes du 8th sont capturés avec sept Germano-Américains. Les confédérés déterminent que les Allemands avaient été enrôlés dans l'armée confédérée et qu'ils sont donc des traîtres. Ils sont forcés de creuser leurs propres tombes, puis sont abattus. Le autres prisonniers sont bien traités, et obtiennent finalement leur libération sur parole.

## Port Hudson
Le régiment se déplace avec le XIXe corps pour prendre Port Hudson, en Louisiane, en avril 1863. Dans la bataille qui s'ensuit le 27 mai, il perd 12 hommes, y compris le commandant de la brigade, et a 76 blessés.

## Bataille de Cedar Creek
Au cours de la bataille de Cedar Creek, le 8th Vermont Infantry joue un rôle essentiel dans les combats. Dans le brouillard du petit matin du 19 octobre 1864, les confédérés traversent le Cedar Creek, près de Strasburg, en Virginie, et attaquent les forces de l'Union dans leurs camps. Après avoir mis en déroute le VIIIe corps de l'Union, l'attaque confédérée frappe le XIXe corps. Tandis que le XIXe corps combat dans une position retranchée, un deuxième corps confédéré rejoint la bataille en prenant de flanc les tranchées. Afin de sortir de ce piège, le brigadier-général William H. Emory, commandant du XIXe corps, ordonne à la deuxième brigade de sa première division d'aller de l'avant, d'engager, et de retarder les deux corps confédérés.
Au moment de la bataille, la deuxième brigade est composée de quatre unités en sous-effectif, le 47th Pennsylvania Infantry, le 12th Connecticut Infantry, le 160th New York Infantry, et le 8th Vermont Infantry. La brigade est commandée par le colonel Stephen Thomas, qui a déjà commandé le 8th Vermont. Comme ordonné, la brigade avance de plusieurs centaines de mètres au-delà des lignes fédérales et engage les forces confédérées largement en supériorité numérique en un corps à corps brutal. Leur combat entêté contient l'attaque confédérée pendant une trentaine de minutes, permettant au reste du XIXe corps de se retirer et d'unir ses forces avec le VIe corps à environ un kilomètre six cents (un mile) en arrière, près de Belle Grove Plantation. Le 47th Pennsylvania Infantry, à l'extrême droite du flanc de la brigade, est presque immédiatement submergé, entravé par un épais brouillard et les hommes du VIIIe corps de l'Union refluant à travers ses lignes. Il est cloué dans un ravin et systématiquement décimé alors que les besaces noires sortent du brouillard tourbillonnant. Alors que le nombre de pertes réduit l'efficacité au combat de la deuxième brigade, le colonel Thomas parvient à retirer sa brigade, le 8th Vermont Infantry étant la dernière unité à se retirer.

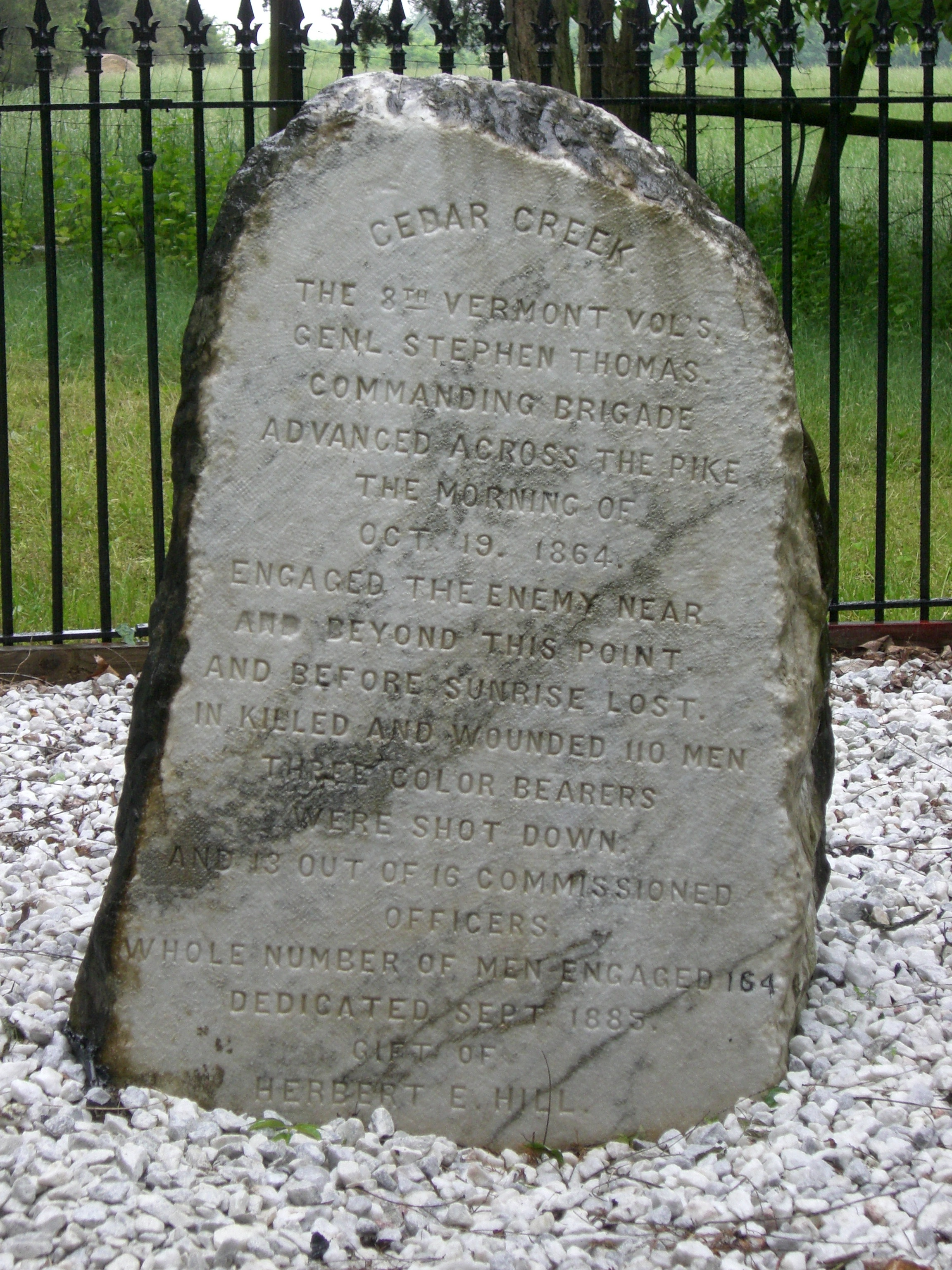
Monument du 8th Vermont sur le champ de bataille de Cedar Creek.

Dans ce court engagement, le taux de perte est extrêmement élevé dans toutes les unités de la deuxième brigade, en particulier le 8th Vermont. Des 164 hommes du Vermont, 110 sont tués ou blessés avec 13 de leurs 16 officiers. Le combat est décrit par un vétéran du Vermont :

« Soudain, une masse de rebelles lèvent les drapeaux, et avec des cris rauques qui exigent leur reddition. Les cris de défi renvoient. « Jamais ! » « Jamais ! » Un soldat rebelle a levé alors son mousquet, et a tiré sur le caporal Petre, qui tenait les couleurs. Il s'écria: « les Gars, laissez-moi ; prenez soin de vous et le drapeau ! » Mais dans ce tourbillon d'enfer, les hommes n'ont pas oublié les couleurs ; et comme Petre est tombé et a rampé au loin pour mourir, elles ont été immédiatement saisies et brandies par le caporal Perham, et ont été rapidement réclamées à nouveau par un rebelle qui a tenté de s'en saisir ; mais le sergent Shores de la garde a placé son mousquet sur la poitrine de l'homme et a fait feu, le tuant instantanément. Mais maintenant un autre flash, et une balle cruelle d'un compagnon du rebelle mort tua le caporal Perham, et les couleurs sont tombées par terre. Une fois de plus, des cris formidables, les couleurs se relevaient, cette fois tenues par le caporal Blanchard—et le carnage continua. »

— George H. Carpenter, 8th Vermont
Malgré les lourds combats et la perte de trois de porteurs de couleurs, le 8th Vermont Infantry ne perd pas ses couleurs, et se retire en bon ordre. Reculant lentement, il rejoint le reste du XIXe corps autour de la plantation de Belle Grove. Le 8th Vermont continue les combats toute la journée, aidant en fin de compte à retourner le déroute de l'aube à Cedar Creek en une grande victoire unioniste.
En 1883, un monument en marbre du Vermont est placé sur le site où le 8th Vermont a tenu sa position. Le monument est financé par Herbert E. Hill, un homme d'affaires du Vermont qui veut faire honneur aux héros de la guerre de Sécession de son État. Le monument est situé sur son lieu d'origine sur le champ de bataille à environ 150 mètres à l'est de la Valley Pike, maintenant l'U.S. Route 11 entre Middletown et Strasburg, en Virginie. Le monument est bien maintenu par une propriété privée récente. En 2012, la propriété est acquise par le parc historique national de Cedar Creek et Belle Grove, qui fournit l'accès aux visiteurs, même si actuellement cela se fait seulement par le biais de programmes dirigés par les rangers.

## Pertes
Cedar Creek est la dernière participation active du 8th Vermont Infantry. Pendant le cours de la guerre un total de 1 772 hommes servent dans le 8th Vermont Infanterie. De ce nombre, l'unité perd au cours de sa durée de service : 104 hommes tués et mortellement blessés, 8 sont morts d'un accident, 20 sont morts dans des prisons confédérées et 213 sont morts de maladie ; pour une perte totale de 345 hommes.
Le régiment est libéré du service le 28 juin 1865.

## Membres notables
- John L. Barstow, plus tard gouverneur, a servi dans le 8th Vermont[7]
- William H. Gilmore, sergent quartier maître régimentaire, a servi en tant que adjudant général de la garde nationale du Vermont[8].
- Henry Moses Pollard, membre du Congrès du Missouri, est un vétéran du 8th Vermont[9].
- Le capitaine Samuel Walker Shattuck, mathématicien
- Stephen Thomas, récipiendaire de la médaille d'honneur et, plus tard lieutenant gouverneur, a commandé le régiment en tant que colonel[10].